# Захар'ївська волость
Захар'ївська волость — історична адміністративно-територіальна одиниця Тираспольського повіту Херсонської губернії.
Станом на 1886 рік — складалася з 21 поселень, 25 сільських громад. Населення — 3951 осіб (2011 чоловічої статі та 1940 — жіночої), 722 дворових господарства.
|                     | Площа, десятин | У тому числі орної, дес. |
| ------------------- | -------------- | ------------------------ |
| Сільських громад    | 5192           | 3908                     |
| Приватної власності | 41523          | 21127                    |
| Казенної власності  | —              | —                        |
| Іншої власності     | 2              | —                        |
| Загалом             | 46717          | 25035                    |

Основні поселення волості:
- Захарівка — містечко при річці Кучурган за 70 верст від повітового міста, 702 особи, 127 дворів, станова квартира 3-го стану, православна церква, 2 єврейські синагоги, школа, земська станція, 6 лавок, постоялий двір, харчевня, винний склад, ярмарок, базари через 2 тижня по неділях. За 9 верст — залізнична станція, трактир. За 12 верст — молитовний будинок. За 16 верст — залізнична станція.
- Адамівка — село при річці Кучурган, 50 осіб, 12 дворів, паровий млин, цегельний завод.
- Василівка — село, 642 особи, 130 дворів, православна церква, школа, лікарня, земська станція.
- Гедерімова (Дороцкієль) — село, 186 осіб, 32 двори, лавка.
- Катеринівка — село при річці Кучурган, 32 особи, 7 дворів, винний склад.
- Осипівка[2] — село, 537 осіб, 92 двори, православна церква, школа, лавка.
- Стоянова (Латієвка) — село при річці Кучурган, 108 осіб, 25 дворів, винний склад.